# Zastrzał (medycyna)
Zastrzał (łac. panaritium) – rodzaj ropowicy, zapalenie ropne dłoniowej części ręki. Powstaje najczęściej w wyniku urazu i szerzy się przez ciągłość na okoliczne części kończyny.

## Podział
Zależnie od głębokości procesu zapalnego rozróżnia się: 
- zastrzał skórny (łac. panaritium cutaneum)
- zastrzał podskórny (łac. panaritium subcutaneum)
- zastrzał ścięgnisty (łac. panaritium tendineum)
- zastrzał kostny (łac. panaritium osseum)
- zastrzał stawowy (łac. panaritium articulare)

Zastrzał najczęściej jest zakażeniem opuszki palca. Ropne zapalenia grzbietowej powierzchni palców i śródręcza są zapaleniami okołowłosowymi (łac. perifolliculitis), choć urastającymi niekiedy do wielkości czyraka, to nie powodującymi powikłań. Ropne zapalenia dłoniowej strony palców i śródręcza stanowią poważny problem, mogą bowiem prowadzić do znacznego uszkodzenia funkcji ręki (w szczególności zastrzał ścięgnisty i kostny). Tkanki dłoniowej powierzchni ręki są nierozciągliwe, przebiegają tam naczynia i nerwy, a w pochewkach ścięgna otoczone troczkami. Dlatego obrzęk często przemieszcza się na stronę grzbietową, gdzie tkanki są wiotkie i rozciągliwe. Może to być mylące i wymaga poszukiwania właściwej przyczyny obrzęku. Etiologia zastrzału jest przeważnie związana z małą raną kłutą opuszki palca.

## Objawy i leczenie

### Zastrzał skórny
Zbiornik ropy jest zlokalizowany pod zgrubiałym naskórkiem. Występuje silny pulsujący ból nasilający się w nocy. Leczenie polega na nacięciu naskórka i ewakuacji ropy.

### Zastrzał podskórny
Zakażeniem objęta jest tkanka podskórna, na ogół jest ograniczone do jednego paliczka. Występuje silny ból nasilający się po opuszczeniu palca. Ze względu na ciasne przegrody łącznotkankowe po dłoniowej stronie, obrzęk pojawia się po stronie grzbietowej ręki. Stwierdza się rozlaną bolesność uciskową palca, która w miarę upływu czasu najsilniejsza jest pod tworzącym się ropniem. Odczyn zapalny w obrębie skóry pojawia się późno.
Zastrzał podskórny może doprowadzić do powikłań w postaci ropnego zapalenia kości, stawów i pochewek ścięgnistych lub rozległej martwicy z późniejszym ograniczeniem ruchomości palca.
Leczenie jest chirurgiczne. Po znieczuleniu miejscowym nacina się skórę w miejscu największej bolesności. Kształt cięcia na opuszce jest półkolisty, w obrębie paliczka środkowego czy bliższego nacina się wzdłuż osi długiej palca. Zakłada się sączek i unieruchamia palec do czasu ustąpienia bólu i obrzęku, a następnie wdraża się rehabilitację. Uzupełniająco podaje się antybiotyki.

### Zastrzał ścięgnisty
Zakażenie obejmuje pochewki ścięgniste i powstaje w wyniku szerzenia się przez ciągłość lub poprzez bezpośrednie uszkodzenie pochewki. Objawy są uzależnione od budowy anatomicznej dłoni i łatwego szerzenia się zakażenia na sąsiednie pochewki.
Początkowo występuje obrzęk, zaczerwienienie i wrażliwość na dotyk. Pojawia się też wybiórcza bolesność w przebiegu pochewki ścięgnistej, przykurcz palca i ostry ból przy próbie jego prostowania. Ból szybko narasta, co jest związane z brakiem wolnej przestrzeni i wzrostem ciśnienia w tkankach.
Wskazane jest szybkie leczenie, aby zapobiec zniszczeniu ścięgien. Leczenie polega na otwarciu pochewki ścięgna, stosowanie samych tylko antybiotyków jest nieskuteczne.

### Zastrzał stawowy
Zakażenie rozwija się przez ciągłość lub poprzez bezpośrednie zranienia stawu. Klinicznie objawia się bólem, obrzękiem, zaczerwienieniem skóry okolicy stawu. Ruchomość w stawie jest ograniczona lub zniesiona. Występuje gorączka i dreszcze. Leczenie polega na odbarczeniu zbiorników ropy, usunięciu martwiczych tkanek. Ranę po zdrenowaniu pozostawia się otwartą, a kończynę należy unieruchomić. Podaje się antybiotyki.

### Zastrzał kostny
Zastrzał kostny jest powikłaniem zakażenia bardziej powierzchniowych struktur. Objawia się bólem, obrzękiem, zaczerwienieniem, a także objawami ogólnymi z podwyższeniem ciepłoty ciała i dreszczami. Rozstrzygający jest obraz radiologiczny zapalenia kości z obecnością martwiaków.
Leczenie polega na opróżnieniu zbiorników ropy, usunięciu martwych tkanek i martwiaków. Ranę po zdrenowaniu pozostawia się otwartą. Stosuje się antybiotyki i okłady ze środków antyseptycznych. Kończynę się unieruchamia i unosi.